# Xanthorrhoea preissii
Xanthorrhoea preissii (ook wel balga genoemd) is een grasboom uit de familie Xanthorrhoeaceae. De soort komt voor het zuidwesten van Australië, tussen Geraldton langs de westkust en Albany langs de zuidkust. De plant groeit op zanderige, lemige, zavel-, lateriet- en granietbodems, waar hij groeit in kustvlaktes, in de buurt van waterlopen en in bossen.
De plant wordt tot drie meter hoog. De dunne grasachtige bladeren ontspruiten uit de top van de boom en kunnen 2,5 meter lang worden. De plant bloeit van juni tot december. De crèmekleurige bloem steekt als een speer uit de top van de plant. De bloem kleurt bruin na een tijd.
De Nyungah Aborigines noemden de grasboom ook Balga, Baaluk, Balgarr, Ballak, Balligar, Balluk, Baluk, Barar, Barlock, Barro, Beara, Paaluk en Paluk. Ze kauwden op de hars van de plant om zowel dysenterie als constipatie te milderen. Het binnenste van de top van de plant werd gegeten om maagpijn te verlichten. De rook van het smeulend hars werd ingeademd om sinusitis te verlichten.
De vrouwen gebruikten de hars om vuur aan te maken. De hars werd ook gebruikt als cement, bijvoorbeeld om stenen speerpunten op houten speren vast te zetten. De geplette hars werd daarvoor in een hete stenen pot met houtskool en kangoeroe-ontlasting gemengd en gesmolten. De hars werd ook gebruikt om kangoeroehuiden te looien. Brokken hars werden met hete stenen in water in een natuurlijke wastafel in een rots gelegd waar de huiden dan in geweekt werden. Het leder werd gebruikt om kleding, dekens en draagtassen te maken.
De bloemaar werd gebruikt als speer om te vissen of als toorts om vuur naar het volgende kamp te dragen. Van de bloemen werden zoete aftreksels getrokken en gedronken. De jonge bladscheuten en het binnenste van de plant werden gegeten. Ook de larven die in de wortels leefden werden gegeten. Wanneer water schaars was werd het zachte witte poederige materiaal in de top van de stam als een spons samengeknepen en de melkachtige vloeistof die tevoorschijn kwam opgedronken.